# Радиотехника и электроника
«Радиотехника и электроника» — советский и российский рецензируемый научно-технический журнал, который начал выпускаться в Москве в 1956 году Академией наук СССР. В том же самом году этот журнал начал переиздаваться на английском языке в США.
Тематическая направленность журнала посвящена физическим основам микроэлектроники, статистической радиофизике и радиотехнике, квантовой электронике, электродинамике антенных систем, теории радиотехнических цепей, распространению радиоволн, резонаторам и линиям передачи электромагнитных волн, возбуждению, преобразованию и обработке электромагнитных сигналов, радиофизическим процессам в плазме и в твёрдых телах, электронной и ионной оптике и т. п.
По данным на 1974 год полный тираж журнала насчитывал около 5 000 экземпляров, а периодичность составляла 12 номеров в год. Журнал внесен в общероссийский перечень Высшей аттестационной комиссии. До 2018 года выпускался издательством «Наука». По данным на январь 2021 года импакт-фактор (РИНЦ) журнала «Радиотехника и электроника» составлял 1,003.